# Icechallenge
Die Icechallenge, ist ein Eiskunstlauf-Wettbewerb, der seit 2008 in Graz stattfindet. Der internationale Eiskunstlauf Wettbewerb wurde als erster in allen olympischen Disziplinen und allen Altersklassen Nachwuchs bis Elite ausgeschrieben. Seit 2014 war er wiederholt Teil der ISU-Challenger-Serie. Veranstalter ist der Grazer Eislaufverein.

## Geschichte
Im Jahr 1971 richtete der Grazer Eislaufverein das erste „Leo-Scheu-Gedächtnislaufen“ in Gedenken an den Vereinsgründer Leo Scheu aus. Das klassische Leo-Scheu-Gedächtnislaufen war bis 2008 eines von jährlich drei bis vier Verbandsläufen des Österreichischen Eislaufverbandes und wurde in dieser Form insgesamt 34 Mal durchgeführt. In regelmäßigen Abständen wurde über das Leo-Scheu-Gedächtnislaufen und die Leistungen der Sportler in der internationalen Zeitschrift für Eissport und Rollsport, der Pirouette berichtet. 2008 wurde der Wettbewerb als internationaler Wettbewerb (Interclub) durchgeführt und dazu in „Icechallenge“ umbenannt. Die Icechallenge wurde 2009 erstmals in den Kalender der Internationalen Eislaufunion (ISU) aufgenommen, was den Teilnehmenden das Erwerben von Weltranglistenpunkten und damit die Qualifikation für die internationalen Meisterschaften sowie die Olympischen Spiele ermöglichte. Seit der olympischen Saison 2009/2010 ist die Icechallenge der einzige ISU-Wettbewerb, bei dem alle vier Disziplinen (Damen- und Herren-Einzellauf, Paarlaufen, Eistanzen) in den Altersklassen Novice, Junioren und Senioren ausgetragen werden. 2012 liefen bei der Ice Challenge über 400 Eiskunstläufer aus 40 Nationen. In den letzten Jahren nahmen pro Veranstaltung über 400 Sportler aus bis zu 30 Nationen an der Icechallenge teil. Darunter waren auch international bekannte Eiskunstläufer wie Kerstin Frank (Österreich, 2013), Miki Andō (Japan, 2013), Mirai Nagasu (USA, 2015) und Jason Brown (USA, 2015), Daniel Grassl (ITA 2017).
Bei der Gründung der ISU-Challenger-Serie zur Saison 2014/15 wurde die Icechallenge als einer ihrer zehn Wettbewerbe ausgewählt. Sie gehörte auch in der folgenden Saison zur Challenger-Serie und erhielt entsprechende Aufmerksamkeit als Wettbewerb von internationaler Bedeutung. Im Herbst 2016 wurde die Icechallenge aufgrund der Renovierungsarbeiten des Merkur Eisstadions nicht veranstaltet. Ab 2017 fand diese wieder statt.
Nach einer Pause von 2018 (Bau der Merkur Eishalle B) bis 2020 (2019 und 2020 entfallen aufgrund von COVID-19) kehrte die Icechallenge 2021 in den ISU-Kalender zurück. Sie wurde erneut als Teil der Challenger-Serie benannt, diesmal unter dem Namen Cup of Austria by IceChallenge. Die internationalen Wettbewerbe in den Altersklassen Junioren, Novizen und Nachwuchs, die nicht Teil der Challenger-Serie sind, werden weiterhin unter Icechallenge geführt. In der olympischen Saison 2021/22 trug der Cup of Austria für mehrere der Teilnehmenden zu ihrer Qualifikation für die Olympischen Winterspiele 2022 bei, darunter im Eistanz Olivia Smart/Adrián Díaz (Spanien), Laurence Fournier Beaudry/Nikolaj Sørensen (Kanada) und Charlène Guignard/Marco Fabbri (Italien) sowie im Einzellauf Wakaba Higuchi (Japan).
2021 feierte der Grazer Eislaufverein im Zuge der 10. Icechallenge sein 100-jähriges Bestehen. Seit 2008 kann die Icechallenge via Livestream verfolgt werden. Mittlerweile gibt es einen Youtube Channel auf dem die Icechallenge auch nachträglich angesehen werden kann.
Im Jahr 2022 fand die Icechallenge erneut als Teil der ISU Challenger Series statt. Das wäre 2023 ebenfalls geplant gewesen, doch die Veranstalter sagten den Bewerb ohne Angabe konkreter Gründe einige Monate im Voraus ab.
Im Jahr 2024 fand die Icechallenge wieder statt, allerdings nicht mehr als Teil der ISU Challenger Series. Das Teilnehmerfeld war dementsprechend deutlich verkleinert.

## Medaillengewinner
(CS = in diesem Jahr Teil der ISU-Challenger-Serie)

### Herren
| Jahr      | Gold                | Silber               | Bronze                     | Details |
| 2009      | Tomáš Verner        | Anton Kovalevski     | Alban Préaubert            | [ 18 ]  |
| 2010      | Alexander Majorov   | Douglas Razzano      | Kristoffer Berntsson       | [ 19 ]  |
| 2011      | Stephen Carriere    | Misha Ge             | Viktor Pfeifer             | [ 20 ]  |
| 2012      | Peter Liebers       | Douglas Razzano      | Armin Mahbanoozadeh        | [ 21 ]  |
| 2013      | Denis Ten           | Viktor Pfeifer       | Gordei Gorschkow           | [ 22 ]  |
| 2014 (CS) | Douglas Razzano     | Alexander Samarin    | Martin Rappe               | [ 23 ]  |
| 2015 (CS) | Artur Dmitrijew Jr. | Jason Brown          | Mikhail Kolyada            | [ 24 ]  |
| 2017      | Daniel Grassl       | Javier Raya          | Adrien Tesson              | [ 25 ]  |
| 2021 (CS) | Nika Egadse         | Lucas Tsuyoshi Honda | Ilia Malinin               | [ 26 ]  |
| 2022 (CS) | Liam Kapeikis       | Andreas Nordebäck    | Nikita Starostin           | [ 27 ]  |
| 2024      | David Sedej         | Anton Skoficz        | Keine anderen Wettbewerber | [ 17 ]  |

### Damen
| Jahr      | Gold            | Silber            | Bronze             | Details |
| 2009      | Kanako Murakami | Valentina Marchei | Amanda Dobbs       | [ 18 ]  |
| 2010      | Lena Marrocco   | Natalia Popova    | Sarah Hecken       | [ 19 ]  |
| 2011      | Caroline Zhang  | Natalia Popova    | Linnea Mellgren    | [ 20 ]  |
| 2012      | Jenna McCorkell | Isabelle Olsson   | Monika Simančíková | [ 21 ]  |
| 2013      | Courtney Hicks  | Miki Ando         | Nicole Rajičová    | [ 22 ]  |
| 2014 (CS) | Hannah Miller   | Isabelle Olsson   | Ivett Tóth         |         |
| 2015 (CS) | Mirai Nagasu    | Maria Artemieva   | Tyler Pierce       |         |
| 2017      | Daša Grm        | Giada Russo       | Natalie Klotz      | [ 25 ]  |
| 2021 (CS) | Wakaba Higuchi  | Park Yeon-jeong   | Niina Petrõkina    | [ 26 ]  |
| 2022 (CS) | Anna Pezzetta   | Kaiya Ruiter      | Kimmy Repond       | [ 27 ]  |
| 2024      | Anna Pezzetta   | Julia Lovrenčič   | Sarah Marie Pesch  | [ 17 ]  |

### Paare
| Jahr      | Gold                             | Silber                         | Bronze                                  | Details |
| 2009      | Caitlin Yankowskas/John Coughlin | Chloe Katz/Joseph Lynch        | Stefania Berton/Ondřej Hotárek          | [ 18 ]  |
| 2010      | Maylin Hausch/Daniel Wende       | Tiffany Vise/Don Baldwin       | Ji Hyang Ri/Won Hyok Thae               | [ 19 ]  |
| 2011      | Andrea Poapst/Chris Knierim      | Mari Vartmann/Aaron Van Cleave | Danielle Montalbano/Evgeni Krasnopolski | [ 20 ]  |
| 2012      | Marissa Castelli/Simon Shnapir   | Gretchen Donlan/Andrew Speroff | Danielle Montalbano/Evgeni Krasnopolski | [ 21 ]  |
| 2013      | Gretchen Donlan/Andrew Speroff   | Maylin Wende/Daniel Wende      | Tarah Kayne/Daniel O’Shea               | [ 22 ]  |
| 2014 (CS) | Lina Fedorova/Maxim Miroshkin    | Miriam Ziegler/Severin Kiefer  | Mari Vartmann/Aaron Van Cleave          | [ 23 ]  |
| 2015 (CS) | Alexa Scimeca/Chris Knierim      | Mari Vartmann/Ruben Blommaert  | Nicole Della Monica/Matteo Guarise      | [ 24 ]  |
| 2017      | Lena Kreitmeier/Anton Kempf      | Keine anderen Wettbewerber     | Keine anderen Wettbewerber              | [ 25 ]  |
| 2021      | Campbell Young/Lachlan Lewer     | Keine anderen Wettbewerber     | Keine anderen Wettbewerber              | [ 28 ]  |
| 2022      | Ellie Kam/Daniel O’Shea          | Nika Osipova/Dmitry Epstein    | Wioletta Sjerowa/Iwan Chobta            | [ 27 ]  |
| 2024      | Gabriella Izzo/Luc Maierhofer    | Nica Degerness/Mark Sadusky    | Linzy Fitzparick/Keyton Bearinger       | [ 17 ]  |

### Eistanz
| Jahr      | Gold                                       | Silber                                     | Bronze                            | Details |
| 2009      | Nóra Hoffmann/Maxim Zavozin                | Lynn Kriengkrairut/Logan Giulietti-Schmitt | Christina Beier/William Beier     | [ 18 ]  |
| 2010      | Louise Walden/Owen Edwards                 | Allison Reed/Otar Japaridze                | Tanja Kolbe/Stefano Caruso        | [ 19 ]  |
| 2011      | Lynn Kriengkrairut/Logan Giulietti-Schmitt | Isabella Cannuscio/Ian Lorello             | Siobhan Heekin-Canedy/Dmitri Dun  | [ 20 ]  |
| 2012      | Lynn Kriengkrairut/Logan Giulietti-Schmitt | Lucie Myslivečková/Neil Brown              | Ramona Elsener/Florian Roost      | [ 21 ]  |
| 2013      | Anastasia Cannuscio/Colin McManus          | Laurence Fournier Beaudry/Nikolaj Sørensen | Tanja Kolbe/Stefano Caruso        | [ 22 ]  |
| 2014 (CS) | Maia Shibutani/Alex Shibutani              | Laurence Fournier Beaudry/Nikolaj Sørensen | Barbora Silná/Juri Kurakin        | [ 23 ]  |
| 2015 (CS) | Danielle Thomas/Daniel Eaton               | Misato Komatsubara/Andrea Fabbri           | Olesia Karmi/Max Lindholm         | [ 24 ]  |
| 2017      | Cecilia Törn/Jussiville Partanen           | Lilah Fear/Lewis Gibson                    | Juulia Turkkila/Matthias Versluis | [ 25 ]  |
| 2021 (CS) | Charlène Guignard/Marco Fabbri             | Laurence Fournier Beaudry/Nikolaj Sørensen | Olivia Smart/Adrián Díaz          | [ 26 ]  |
| 2022 (CS) | Emily Bratti/Ian Somerville                | Natacha Lagouge/Arnaud Caffa               | Lily Hensen/Nathan Lickers        | [ 27 ]  |
| 2024      | Holly Harris/Jason Chan                    | Amy Cui/Jonathan Rogers                    | Leia Dozzi/Pietro Papetti         | [ 17 ]  |